# Arsi Harju
Arsi Ilari Harju (* 18. března 1974 Kurikka) je finský atlet, vrhač, olympijský vítěz ve vrhu koulí z roku 2000.

## Sportovní kariéra
Jeho prvním mezinárodním úspěchem byla bronzová medaile ve vrhu koulí na juniorském mistrovství Evropy v roce 1993. Stejnou medaili v kategorii dospělých vybojoval na halovém mistrovství Evropy v roce 1998. Na evropském šampionátu pod širým nebem o půl roku později v Budapešti skončil devátý. Dostal se do finále ve vrhu koulí na mistrovství světa v roce 1999, ale zde neměl ani jeden platný pokus.
Vyvrcholením jeho sportovní kariéry byla olympiáda v Sydney v roce 2000. Nejprve si v kvalifikaci vytvořil osobní rekord 21,39 a poté zvítězil ve finále výkonem o deset centimetrů kratším. O rok později na mistrovství světa v Edmontonu získal ve vrhu koulí bronzovou medaili.